# Desmodium arinense
Desmodium arinense är en ärtväxtart som beskrevs av Frederico Carlos Hoehne. Desmodium arinense ingår i släktet Desmodium och familjen ärtväxter. Inga underarter finns listade i Catalogue of Life.